# Dennis Allen
Dennis J. Allen (nacido el 22 de septiembre de 1972) es un entrenador de fútbol americano que actualmente es el entrenador en jefe de los New Orleans Saints de la National Football League (NFL). Anteriormente, fue entrenador en jefe de los Oakland Raiders de 2012 a 2014. Allen también entrenó previamente a los Denver Broncos, New Orleans Saints, Atlanta Falcons, la Universidad de Tulsa y su alma mater, la Universidad A&M de Texas. En 2022, Allen fue ascendido a entrenador en jefe de los New Orleans Saints después de pasar las siete temporadas anteriores como coordinador defensivo del equipo.

## Primeros años y carrera como jugador
Nacido en Atlanta, Allen creció en Hurst, Texas, cerca de Fort Worth y se graduó en la escuela secundaria LD Bell. Allen asistió a la  Universidad A&M de Texas y jugó como safety en la defensa "Wrecking Crew" de RC Slocum. Allen hizo una intercepción en el último cuarto que aseguró una victoria de 18-9 para Texas A&M sobre su rival Texas. En las temporadas de 1994 y 1995, Allen fue titular en los últimos 21 juegos de su carrera universitaria y formó parte de una unidad defensiva que se situó entre los cinco primeras de la nación. Allen obtuvo un BBA en administración de la Escuela de Administración de Empresas de Texas A&M en 1995. En 1996, Allen firmó con los Buffalo Bills como agente libre no seleccionado en el draft, pero fue cortado durante el training camp.

## Carrera de entrenador

### Comienzos de su carrera de entrenador
Allen comenzó su carrera como entrenador en su alma mater, Texas A&M, como entrenador asistente graduado con su exentrenador RC Slocum. Ocupando ese puesto de 1996 a 1999, Allen trabajó principalmente con secundaria mientras cursaba una máster en kinesiología de la Facultad de Educación de Texas A&M. Completó su licenciatura en 1998. De 2000 a 2001, Allen entrenó a la secundaria en Tulsa.

### Atlanta Falcons
Con los Atlanta Falcons, Allen fue entrenador de control de calidad defensiva de 2002 a 2003 y después, asistente defensivo de 2004 a 2005.

### New Orleans Saints
Allen luego se trasladó a los New Orleans Saints, como entrenador de línea defensiva de 2006 a 2007, antes de ser entrenador secundario de 2008 a 2010. Los Saints ganaron el Super Bowl XLIV en 2009, en el que los Saints ocuparon el tercer puesto en intercepciones, a pesar de permitir 321 yardas por juego.

### Denver Broncos
Después de su éxito con la secundaria de los Saints, fue contratado para ser el coordinador defensivo de los Denver Broncos. La defensa de los Broncos estuvo en la mitad inferior de las yardas permitidas, en el puesto 23, pero fue quinto en la liga en capturas en 2011.

### Oakland Raiders
El 24 de enero de 2012, el gerente general de los Oakland Raiders, Reggie McKenzie, contrató a Allen como el decimoctavo entrenador en jefe del equipo. Fue el primer entrenador en jefe orientado a la defensa de los Raiders desde el retiro de John Madden, después de la temporada de 1978, ya que el ex propietario del equipo, Al Davis (hasta su muerte durante la temporada 2011), prefería entrenadores en jefe con mentalidad ofensiva.
En su primera temporada como entrenador en jefe, los Raiders tuvieron problemas y terminaron la temporada 2012 con un récord de 4-12. Esa temporada baja, los Raiders enfrentaban problemas con el  tope salarial y habían cambiado la mayoría de sus selecciones de draft antes de la llegada de Allen, lo que no le permitió establecer su sistema con los jugadores correctos. A mediados de la temporada 2013, Allen decidió sentar en el banquillo al quarterback Terrelle Pryor (quien estaba lesionado) por el novato no seleccionado en el draft Matt McGloin, con la esperanza de salvar el resto de la temporada. Más tarde, mantuvo a Pryor en el banquillo a pesar de haber superado sus problemas físicos y estar listo para volver.
El 29 de septiembre de 2014, tras la cuarta derrota consecutiva al comienzo de la temporada 2014 de la NFL, Allen fue despedido.

### New Orleans Saints (segundo período)
Los Saints contrataron a Allen como asistente defensivo sénior el 20 de enero de 2015. Después de que Rob Ryan fuera despedido el 16 de noviembre de 2015, Allen fue ascendido a coordinador defensivo. El 29 de noviembre, en el primer partido de Allen como coordinador defensivo, los Saints fueron derrotados por los Houston Texans 24–6. Su defensa permitió 362 yardas mientras registraba una captura y una intercepción en la derrota.
Allen fue ascendido a entrenador en jefe el 8 de febrero de 2022, después de que Sean Payton abandonara el cargo.el día 4 de noviembre de 2024 fue despedido al recibir la 7 derrota de la temporada mandando al equipo al último lugar de la división sur .

## Vida personal
Su padre, Grady Allen, también fue un linebacker destacado de los Aggies, y más tarde, en la NFL, para los Falcons. Dennis y su esposa, Alisson, tienen un hijo, Garrison, y una hija, Layla.

## Estadísticas como entrenador en jefe
| Equipo      | Año         | Temporada regular | Temporada regular | Temporada regular | Temporada regular | Temporada regular  | postemporada | postemporada | postemporada | postemporada |
| Equipo      | Año         | Ganó              | Perdió            | Corbatas          | Victoria %        | Finalizar          | Ganó         | Perdió       | Victoria %   | Resultado    |
| ----------- | ----------- | ----------------- | ----------------- | ----------------- | ----------------- | ------------------ | ------------ | ------------ | ------------ | ------------ |
| ROBLE       | 2012        | 4                 | 12                | 0                 | .250              | 3° en la AFC Oeste | —            | —            | —            | —            |
| ROBLE       | 2013        | 4                 | 12                | 0                 | .250              | 4° en la AFC Oeste | —            | —            | —            | —            |
| ROBLE       | 2014        | 0                 | 4                 | 0                 | .000              | Encendido          | —            | —            | —            | —            |
| TOTAL ROBLE | TOTAL ROBLE | 8                 | 28                | 0                 | .222              |                    | —            | —            | —            |              |
| NO          | 2022        | 0                 | 0                 | 0                 | –                 |                    | —            | —            | —            | —            |
| SIN totales | SIN totales | 0                 | 0                 | 0                 | –                 |                    | —            | —            | —            |              |
| totales     | totales     | 8                 | 28                | 0                 | .222              |                    | —            | —            | —            |              |